# Schizaspidia brevifurcata
Schizaspidia brevifurcata är en stekelart som beskrevs av Watanabe 1958. Schizaspidia brevifurcata ingår i släktet Schizaspidia och familjen Eucharitidae. Inga underarter finns listade i Catalogue of Life.